# Corynoneura ginzanquinta
Corynoneura ginzanquinta är en tvåvingeart som beskrevs av Sasa och Suzuki 1998. Corynoneura ginzanquinta ingår i släktet Corynoneura och familjen fjädermyggor. Inga underarter finns listade i Catalogue of Life.